# Elliot Williams
Elliot Williams (Memphis, Tennessee, 20. lipnja 1989.) američki je profesionalni košarkaš. Igra na poziciji bek šutera, a trenutačno je član NBA momčadi Portland Trail Blazersa. Izabran je u 1. krugu (22. ukupno) NBA drafta 2010. od strane istoimene momčadi.

## Vanjske poveznice
- Profil na NBA Draft.net
- Profil na ESPN.com